# Friedrich Wilhelm Karl von Arnim
Friedrich Wilhelm Karl von Arnim (* 21. August 1786 in Preußisch-Minden; † 3. Mai 1852 in Gerswalde) war ein Polizeipräsident von Berlin.

## Leben und Familiäres Umfeld
Friedrich Wilhelm von Arnim entstammte der Gerswalder Linie des weitverbreiteten uckermärker Adelsgeschlechtes der von Arnim. Er wurde als zweiter Sohn des königlich preußischen Regierungspräsidenten Carl Ludolf Bernhard von Arnim, Erbherr auf Gerswalde in der Uckermark, ein Gut, das sich seit 1437 im Besitz der Familie befand und bis zur Bodenreform in der Sowjetischen Besatzungszone 1945 darin verblieb. Er besuchte das Joachimsthalsche Gymnasium in Berlin und studierte dann an der Universität Halle Jura und Cameralia. Er verstarb in Gerswalde am 3. Mai 1852. 

## Berufliche Laufbahn
Durch den Tilsiter Frieden von 1807 und die von Napoleon veranlasste Gründung des auch aus den vormals preußischen Gebieten westlich der Elbe zusammengesetzten Königreiches Westphalen war Friedrich Wilhelm von Arnim Untertan des westphälischen Königs Jerome geworden, eines Bruders Napoleons. Als dessen Untertan musste er in dessen Staatsdienst eintreten. Jerome verwendete ihn im diplomatischen Dienst und schickte ihn zunächst als Legationssekretär nach Paris, dann bis 1811 in gleicher Funktion nach St. Petersburg.
Nach Ausbruch der Befreiungskriege stellte sich Friedrich Wilhelm von Arnim sofort auf die preußische Seite und diente als Offizier in der preußischen Armee. Er wurde Adjutant des Generals von Thielemann und nahm in dieser Eigenschaft am Feldzug in Frankreich teil.
Nach dem Krieg verließ er den Heeresdienst und trat eine zivile Beamtenkarriere an. Er wurde Landrat des Kreises Templin, ein Amt, das er zur Zufriedenheit der preußischen Regierung zwölf Jahre lang innehatte. Dann rief ihn König Friedrich Wilhelm III. nach Berlin und ernannte ihn dort zum Polizeipräsidenten der Stadt. Er war bei der Bevölkerung schnell beliebt, weil er sein Amt unparteiisch führte und bei der Cholera-Epidemie alle Wünsche nach bevorzugter Behandlung Prominenter brüsk zurückwies. Da es ihm verwehrt wurde, unmittelbar dem König vorzutragen, verlangte und erhielt er seine Entlassung aus dem Staatsdienst. Obwohl der König durch Allerhöchste Kabinettsorder vom 2. Januar 1832 ihn lobte und seine Amtsführung würdigte, blieb er bei seinem Entschluss, den Staatsdienst zu verlassen. Er kehrte als Privatmann in die Uckermark zurück, um von nun an seine Ländereien zu bewirtschaften und sich bis zu seinem Tode dem Landbau zu widmen. Er war Mitglied der Berliner Freimaurerloge Zu den drei goldenen Schlüsseln.

## Familie
Friedrich Wilhelm Carl von Arnim war zweimal verheiratet, in zweiter Ehe mit Dorothea Charlotte von Arnim, geb. Maaß, verwitwete von Schmeichel (1814–1896). Seine Kinder waren:
- Arthur Felix von Arnim
- Cäcilie von Engelhardt, geb. von Arnim
- Eugenie Helene von Arnim
- Hedwig von Schleinitz, geb. Arnim
- Therese von Arnim

## Ehrungen und Auszeichnungen
Friedrich Wilhelm Karl von Arnim ist Ehrenbürger der Stadt Templin.